# Bermudas en los Juegos Olímpicos de Nagano 1998
Las Bermudas estuvieron representadas en los Juegos Olímpicos de Nagano 1998 por un deportista masculino que compitió en luge.
El equipo olímpico bermudeño no obtuvo ninguna medalla en estos Juegos.